# Вишнегорит
Вишнегорит — минерал, особая разновидность горной породы миаскита.
Ближайший аналог вишнегорита — поделочный камень мариуполит, описанный в пределах Октябрьского щелочного массива горных пород в окрестностях города Мариуполя. Мариуполит своей пестрой окраской напоминает ситец — синие пятна содалита редко разбросаны по всему массиву породы, а в вишнегорите синий минерал образует ветвящиеся прожилки.

## Месторождение
Камень обнаружили в 2023 году на Вишневогорском месторождении полевого шпата на Южном Урале.
Образцы, найденные в экспедиции, экспонируются в Уральском геологическом музее Уральского государственного горного университета в Екатеринбурге.

## Физико-химические свойства
Камень обладает хорошей массивностью, принимает зеркальную полировку, пригоден для создания кабинетной скульптуры и внутренней облицовки зданий. Как плотный блоковый камень подходит для небольшой скульптуры. Твёрдость превышает твердость стекла — 6 по десятибалльной шкале.